# Linda zayuensis
Linda zayuensis là một loài bọ cánh cứng trong họ Cerambycidae.